# Enville (Tennessee)
Pour les articles homonymes, voir Enville.
Enville est une municipalité américaine située dans le comté de Chester au Tennessee.

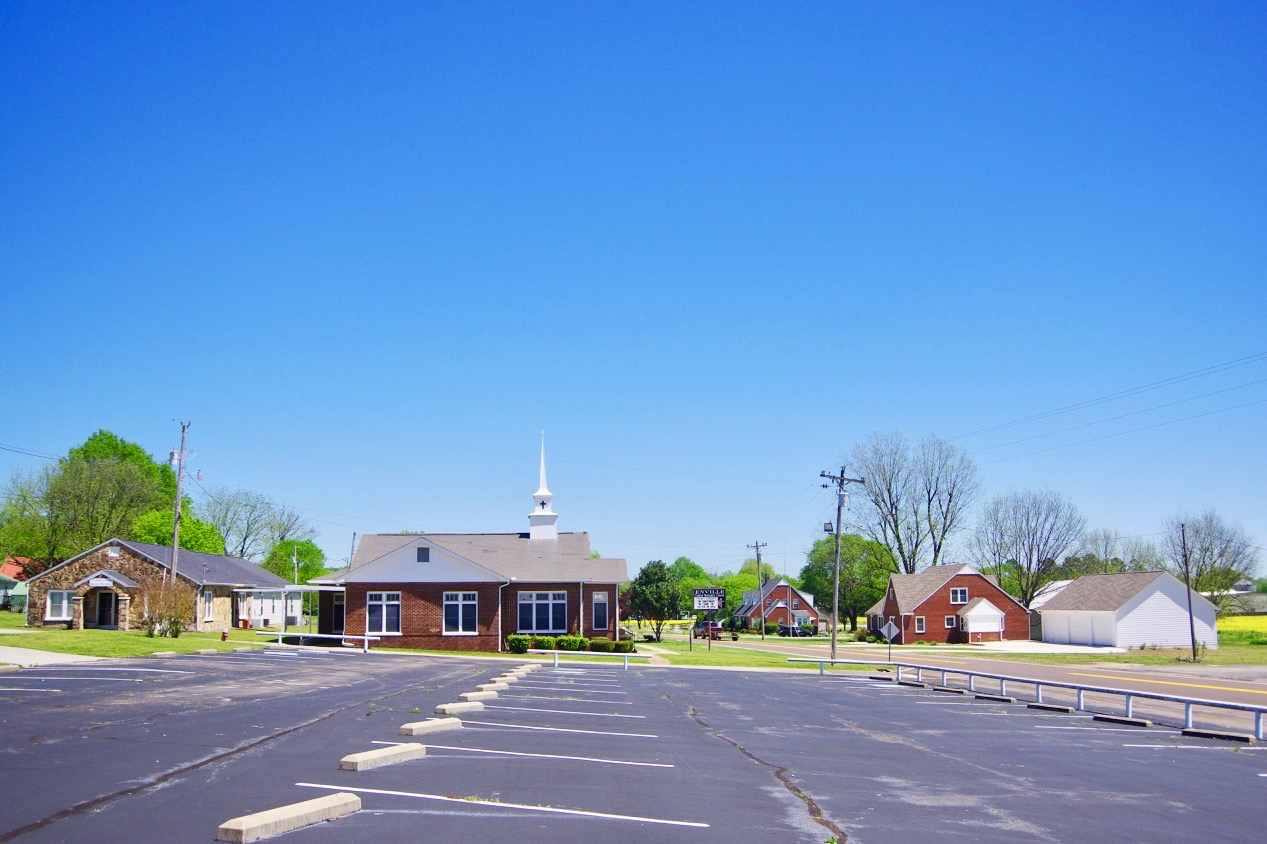
Enville

Selon le recensement de 2010, Enville compte 189 habitants. La municipalité s'étend sur 1,45 mille carré (3,76 km2), dont une infime partie est située dans le comté voisin de McNairy : mois de 0,01 mille carré (0,03 km2).
D'abord appelée Wild Goose, en référence à ses nombreuses oies sauvages, la localité est renommée Enville en l'honneur de B. A. Enroe, un homme politique local. Enville devient une municipalité en 1943.